# 潘興鎮區 (印地安納州傑克遜縣)
潘興鎮區（英語：Pershing Township）是位於美國印地安納州傑克遜縣的一個行政鎮區。

## 地方資料
根據2010年美國人口普查的數據，潘興鎮區的面積為79.90平方千米，當中陸地面積為79.40平方千米，而水域面積為0.50平方千米。當地共有人口1394人，而人口密度為每平方千米17.45人。